# Флаг Вашингтона
Флаг Вашингтона (англ. Flag of Washington) — один из символов американского штата Вашингтон. Единственный флаг США с зелёным полотнищем, а также с изображением президента США.

## Описание флага
Флаг представляет собой прямоугольное полотнище тёмно-зелёного цвета, символизирующего прозвище штата — «Вечнозелёный штат». В центре находится печать штата Вашингтон, на которой изображён портрет первого президента США Джорджа Вашингтона, и по окружности, на золотом фоне, надпись «Печать штата Вашингтон 1889».
Каждый флаг должен иметь официальные идентичные печати, по одной на каждой стороне флага и размещёнными так, чтобы центр каждой печати был строго расположен по центру флага. Печать может иметь зазубренный край.
Размер флага и диаметр печати делаются согласно приведённой таблице. При изготовлении флага других размеров, ширина флага должна относиться к его длине как 5/8, диаметр печати к длине флага 1/3.
| Размер флага футы | Диаметр печати дюймы |
| 3×5               | 19                   |
| 4×6               | 25                   |
| 5×8               | 31                   |
| ----------------- | -------------------- |

## Изготовление флага
Поскольку печать должна быть выполнена с обеих сторон, этот флаг — самый дорогостоящий государственный флаг в Соединённых Штатах. Лица, желающие изготовить флаг штата Вашингтон, должны послать две копии их версии флага Госсекретарю штата Вашингтон. Если они будут одобрены, секретарь отсылает одну копию флага назад изготовителю с пометкой «одобрено», а второй остаётся у него для контроля.
Печать штата может быть изготовлена вышивкой, краской и методом печати. По краям флага может использоваться бахрома, имеющая тот же оттенок, что и кольцо с надписью на печати.